# Honda X11
 (octobre 2014).
Si vous disposez d'ouvrages ou d'articles de référence ou si vous connaissez des sites web de qualité traitant du thème abordé ici, merci de compléter l'article en donnant les références utiles à sa vérifiabilité et en les liant à la section « Notes et références ».
La Honda X11 ou CB 1100 SF est une motocyclette japonaise fabriquée par Honda Motor Co. Ltd, catégorie roadster. La Honda X-Eleven a été présentée en septembre 1999 en Europe.

## Historique
À la suite du succès de la CBR 1100 XX superblackbird sortie en 1997 et équipé de l'injection en 1999, Honda lance une version roadster, le X11 (ou CB 1100 SF (SC42) pour dénomination commerciale). Ce roadster fait partie des muscles bikes au même titre que le Yamaha 1200 Vmax sorti quinze ans plus tôt.
La X11 succède directement à la CB1000, plus communément connue sous le nom de Big One, et dérivée du CBR 1000 F du début des années 1990. La X11 n'a pas eu le succès commercial espéré. Produite de 1999 à 2003 dans le monde (uniquement Europe et Japon/Asie), en France, elle n'a été vendue que de 1999 à 2002 à 10 290 €.
Bien que produite pendant quatre années, la X11 n'a subi aucune modification technique.

## Style
La X11 se caractérise par des lignes et une silhouette massives tel un taureau. La partie réservoir paraît énorme : elle abrite, comme toutes les sportives des mêmes années, la boite à air d'admission d'un volume conséquent, et la capacité du réservoir de carburant vaut vingt-deux litres. Outre ce réservoir, les flancs de radiateur en plastique accentuent la largeur de l'ensemble. Ces derniers ont une réelle utilité dynamique. Des études en soufflerie ont été nécessaires pour permettre de maintenir la roue avant au sol à haute vitesse. La X11 était alors le roadster le plus rapide au monde : plus de 270 km/h en version libre. Pour permettre d'optimiser la vitesse, le bloc compteur/compte-tours profilé fait office de protection. L'odomètre est à affichage numérique et un bouton permet de basculer sur le totalisateur partiel.

## Moteur
Le moteur quatre cylindres en ligne est une version dégonflée de celui de la CBR1100XX : il développe 28 ch et 14 N m de moins, soit 136 ch et plus de 11 mkg de couple. Côté technique, on peut noter la présence d'un capteur de chute qui coupe le moteur si la moto tombe, un système anti-pollution HECS3 qui inclut le recyclage des gaz d'échappement et la présence de deux catalyseurs intégrés dans les silencieux. Le moteur est muni d'un balancier d'équilibrage qui atténue une grande partie des vibrations engendrées par le moteur.
Contrairement à la CBR1100XX possédant la même base de moteur, l'embrayage en bain d'huile de la X11 est à commande par câble (commande hydraulique sur le XX) et il n'y a pas de starter automatique. La boite de vitesses n'a que cinq vitesses, mais la courbe de couple est plus pleine à bas régime que la XX.
La version française développe 106 ch à 9 000 tr/min et 13,4 mkg à 7 000 tr/min. Le bridage de cette moto se situe au niveau des pipes d'admission et du boitier électronique.

## Partie cycle
Contrairement à tous les roadsters de l'époque, le X11 se distingue par une architecture sportive avec un cadre périmétrique en aluminium semblable aux CBR900RR et CBR1100XX qui lui procure une excellente tenue de route.
La fourche de 43 millimètres de diamètre est non réglable. Le monoamortisseur arrière est réglable en précharge de ressort avec sept positions. Le freinage quant à lui est confié au système Dual CBS, équipant déjà nombre de motos Honda.
Le rayon de braquage du X11 est élevé, ceci étant dû à la largeur du cadre au niveau de la colonne de direction.

## Autres équipements
La X11 est équipée d'un antivol avec clé à puce codé intégré (HISS). Il n'y a pas de jauge à essence, mais un voyant orange à LED pour le passage en réserve (environ quatre litres). La X11 n’a pas d'horloge ; elle est dotée d'une béquille centrale.

## Coloris
| Coloris\années      | Code    | 1999 | 2000 | 2001 | 2002 |
| ------------------- | ------- | ---- | ---- | ---- | ---- |
| Mute black metallic | NH-359M | X    | X    | -    | X    |
| Candy tahitian blue | PB-215C | X    | X    | X    | X    |
| Candy shiny red     | R-195C  | X    | X    | -    | -    |
| Black               | NH1     | -    | -    | X    | -    |
| Pearl Flash Yellow  | Y163P   | -    | -    | X    | X    |

## Performances
Selon divers magazines, la CB1100SF est capable d'abattre le 0-100 km/h en 2,47 secondes[réf. souhaitée] et seulement 7,8 secondes sont nécessaires pour reprendre de 60 à 140 km/h sur le dernier rapport. Sa vitesse maximale compteur est d'environ 270 km/h ce qui équivaut à 250 km/h chrono.
Lors de sa sortie, ses concurrentes étaient la Yamaha XJR 1300, la Kawasaki ZRX 1200 et la Suzuki Bandit 1200.

## Médias
- Essai Turbo M6 du 13 novembre 1999